# Cesare Fiaschi

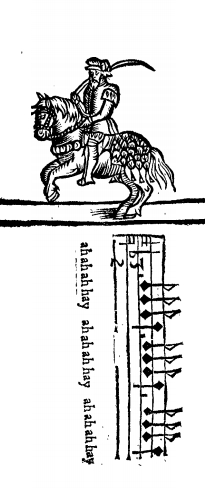
Stich aus La manière de bien emboucher, manier et ferrer les chevaux (1564). Das Tragen einer Feder anstelle einer Gerte symbolisiert die Leichtigkeit der Hilfen und Musiknoten ermöglichen es, den Takt in den Bewegungen des Pferdes wiederzugeben.

Cesare Fiaschi (geboren 1523 in Ferrara; gestorben nach dem Jahr 1570) war ein italienischer Reitmeister und einer der Begründer der Reitkunst.

## Biografie
Cesare Fiaschi war Edelmann aus Ferrara, einer der berühmten Rittmeister aus der ersten Hälfte des 16. Jahrhunderts und Sohn von Girolamo Fiaschi und Eleonora Sacrati. Er stammt aus einer der bedeutendsten Familien Ferraras. Sein Vater war königlicher Knappe des französischen Königs Karl IX., während seine Mutter aus einer der angesehensten Familien Ferraras stammte. Man kann der Familie daher eine Nähe zum französischen Königshof und zur französischen Herzogin von Ferrara, Renée de France, attestieren.
Fiaschis Bruder Alfonso diente den Herzögen d‘Este und war Botschafter am französischen Hof. Er hatte die Position des Gouverneurs der Ländereien inne, die Herzog Ercole II. 1528 in Frankreich nach seiner Heirat mit seiner Frau Renée, der zweiten Tochter von Ludwig XII., erlangt hatte. Auch ein zweiter Bruder Alessandro spielte eine wichtige Rolle am Hof der Este und war Botschafter in Frankreich, Spanien, Rom und Deutschland. Zusammen mit seinem Zeitgenossen Federico Grisone war Cesare Fiaschi einer der Begründer der italienischen Reitkunst der Renaissance, die den Ursprung der europäischen Reitkunst dieser Zeit darstellte.
Das Pferd spielte in Ferrara eine wichtige Rolle trat bei allen öffentlichen Veranstaltungen in Erscheinung. In dieser Stadt wurde 1259 ein Wettrennen anlässlich einer Siegesfeier veranstaltet, das fortan jährlich wiederholt wurde. 1279 wurde in dieser Tradition der erste offizielle Palio veranstaltet, der dann 1287 von den Gilden in den Statuten der Stadt verankert wurde. Ferrara war auch für seine prächtigen Turniere berühmt, die hier abgehalten wurden.
Seine Reitakademie war die erste, in der die Bewegung des Pferdes, insbesondere der Takt der Gangarten, und der Rhythmus der Musik miteinander zu einem Tanz verbunden wurden. Der Ursprung des Reitens als Kunst um der Kunst willen.

## Trattato dell'imbrigliare
Sein auf Italienisch verfasstes Werk Trattato dell'imbrigliare, atteggiare, & ferrare cavalli (wrtl. Abhandlung über das Zäumen, Satteln und Beschlagen von Pferden) erlebte sehr viele Auflagen und war Gegenstand mehrerer französischer Übersetzungen unter dem Titel La manière de bien emboucher, manier et ferrer les chevaux. Die erste italienische Ausgabe von 1556 wurde in Bologna von Anselmo Giaccarelli herausgegeben und war dem französischen König Heinrich II. gewidmet. Die erste französische Ausgabe erschien 1564 und wurde von François de Prouane übersetzt.
Fiaschi Abhandlung erscheint im Vergleich zu Grisone Schrift moderner. Sie zeugt von mehr Gefühl für das Pferd und die Beschreibung der Lektionen zeugt vom Geist der sich entwickelnden akademischen Reitkunst.  Fiaschi empfiehlt die Kopf-Hals-Haltung solle weder zu offen sein, noch zu eng. Um den Kopf zu heben, verwendet er den Caveçon und lehnt die Verwendung des festen Zaumzeugs ab. Er spricht von der lockeren Beweglichkeit des Kiefers, der Hankenbiegung und der Geraderichtung und immer wieder einerseits vom Nutzen für das Pferd und andererseits von der Schönheit und Anmut, die mit der gut ausgeführten Lektion einhergeht. In den Illustrationen symbolisiert das Tragen einer Feder anstelle eines Ständers die Leichtigkeit an den Hilfen und musikalische Notizen ermöglichen es, den Begriff der Kadenz in den Bewegungen des Pferdes wiederzugeben.
Dieses Werk ist auf künstlerischer Ebene aus verschiedenen Gründen interessant.  Es hat eine sehr schöne Typografie, der Satz ist anspruchsvoll komponiert, es enthält zahlreiche kunstvoll im Holzschnitt gestaltete Initialen und mehrere ebenfalls als Hofzschnitt gefertigte Illustrationen. Der Text besteht aus drei Büchern. Als Frontispiz eines jeden findet sich eine ganzseitige Holzschnitttafel, die eine Szene darstellt, die mit dem behandelten Thema in Zusammenhang steht. Die erste Abhandlung ist der Gebissherstellung gewidmet und wird von einer Tafel eingeleitet, die die Werkstatt eines Handwerkers zeigt, der ein von ihm hergestelltes Gebiss in das Maul eines Pferdes einpasst, das von einem Edelmann gehalten wird. Die zweite Tafel zeigt das Innere einer Reithalle und einen Reiter im Schritt, der den Ratschlägen des Reitlehrers folgt. Die dritte Tafel zeigt den Beschlag eines Pferdes im Inneren der Schmiede. Die Tafel mit der Reithalle und den kleinen Reitern, die die Grundrisse beleben, sind die einzigen bekannten Illustrationen von Menschen zu Pferd in irgendeinem italienischen Druckwerk des 16. Jahrhunderts. Jahrhunderts. Die späteren Übersetzungen werden diese drei Tafeln nicht abbilden. Das Werk umfasst vierzig Tafeln mit Gebissen, von denen die letzten vier Ansichten von zerlegten Gebissen zeigen.
Diese Stiche und die Abbildungen der Eisen, die das Werk abschließen, gehören zu den ersten, die in der Geschichte des gedruckten Buches bekannt sind. Zum ersten Mal wird in gedruckter Form ausführlich die Idee beschrieben, dass der Hufbeschlag nicht nur als Schutz verwendet werden, sondern zur Lösung verschiedener Probleme wie Gangfehler beitragen kann.
Die venezianische Ausgabe von 1598 bei Vincenzo Somascho enthält einen Anhang zu Pferdekrankheiten, die in die Ausgabe von 1614 beim selben Verleger übernommen wurde, während die Ausgabe von 1628 in Padua bei Pietro Paolo Tozzi den Trattato di mescalzia, eine Abhandlung über den Hufbeschlag von Filippo Scacco, enthält. Diese Anhänge stammen also nicht von Fiaschi.
Obwohl Grisone Werk international nicht so erfolgreich war wie das Buch von Federico Grisone, wurde es viel rezipiert, insbesondere in seiner französischen Übersetzung, die mehrfach nachgedruckt wurde.

## Themen desTrattato

### Regeln einer neuen Schule des Reitens
Cesare Fiaschis erklärtes Ziel war es, die Reitkunst zu kodifizieren, die Regeln für die korrekte Ausführung der verschiedenen Lektionen festzulegen und die zahlreichen bestehenden Praktiken zu ordnen. Diese Regeln sollten maßgeblich sein und den Reiter, der sie befolgte, vor Fehlerquellen schützen. Fiaschis Abhandlung ist ein Handbuch der verschiedenen Übungen, die mit einem bereits perfekt ausgebildeten Pferd durchgeführt werden können. Er beschreibt Übungen, von denen einige, wie die Passade, einen militärischen Zweck haben, und andere, deren bloße Absicht ästhetisch ist oder die es ermöglichen, seine Virtuosität zu zeigen, wie die Schulsprünge.
Er weist darauf hin, dass er bestimmte Themen nicht behandelt, die bereits von anderen Autoren geschrieben wurden, was ein Zeichen dafür ist, dass Reitabhandlungen zu dieser Zeit bereits ein weit verbreitetes literarisches Genre waren. Er bezieht sich nicht nur auf Grisone, seinen unmittelbaren Vorgänger, dessen Werk gedruckt wurde, sondern auch auf all die Autoren, deren Werke in handschriftlicher Form kursierten und die bis heute unbekannt geblieben sind. Er ist sich bewusst, dass die Regeln, die er aufstellt, Teil einer breiten Debatte sind, in der verschiedene Praktiken aufeinanderprallen.

### Die Kunst des Zäumens
Das erste der drei Bücher ist der Kunst des Zäumens des Pferdes gewidmet, d. h. der Wahl des Mundstücks, das dem Pferd am besten passt. Je nachdem, welche Wahl der Reiter trifft, kann er das Pferd „gewinnen oder verlieren“. Diese Wahl erfordert eine genaue Beurteilung der Morphologie des Pferdes, wobei zunächst der Rücken, die Gliedmaßen und die Füße untersucht werden müssen. Fiaschi warnte davor, die Zäumung ständig zu wechseln, um körperliche Mängel des Pferdes zu korrigieren, z. B. indem man die Schärfe des Gebisses erhöht, da dies das Gegenteil des gewünschten Effekts bewirkt, da die Quälerei das Tier erst widerspenstig macht und es dann lähmt. Die Zäumung sollte entsprechend der allgemeinen Morphologie des Pferdes und der Anatomie seines Mauls ausgewählt werden. Wie Grisone vor ihm erklärt Fiaschi, dass jede der in seiner Abhandlung vorgestellten Zäumungen einen besonderen Zweck erfüllt und entsprechend den Eigenschaften, der Haltung und den Abwehrkräften des jeweiligen Pferdes ausgewählt werden muss. Ebenso empfiehlt er, zunächst das mildeste Gebiss zu verwenden, das es gibt.
Sobald der Reiter ein Gebiss ausgewählt hat, sollte er dessen Wirkung beobachten, indem er eine dritte Person das Pferd reiten lässt. Er rät dem Leser, die Verwendung des Caveçon nicht zu früh aufzugeben, da es die Grundlagen der Dressur vermittelt und gleichzeitig das Pferdemaul schont. Er empfiehlt, ihn so lange beizubehalten, bis das Pferd eine korrekte Kopf- und Halsstellung erlangt hat. Damals wurden drei Arten von Caveçons verwendet: aus Seil, aus Leder und aus Eisen. Laut Fiaschi sollte der aus Seil, der am sanftesten ist, zuerst verwendet werden. Die aus Leder und Stahl, die strenger sind, sollten in fortgeschritteneren Trainingsphasen verwendet werden, je nach Bedarf. Im Gegensatz zu Grisone, der sie nach der ersten Phase der Dressur einsetzt, ist Fiaschi gegen die Verwendung von „falschen Zügeln“, da er der Meinung ist, dass sie das Maul des Pferdes verhärten und es unempfindlich machen.

### Die höheren Schulen
Das zweite Buch ist den verschiedenen Schulen, Lektionen (Maneggi) und Schulsprüngen gewidmet. Die Schulen bestehen aus verschiedenen Variationen der Passageübung und zeichnen sich durch eine Volte aus, die am Ende einer geraden Linie, dem sogenannten Repolone, ausgeführt wird. Dazu gehört auch die von Fiaschi als „Volte auf den Hanken“ bezeichnete Volte, bei der das Pferd eine Renverspirouette um die Vorderbeinen vollführt. Diese Schule wird als besonders nützlich für die „tilts“ angesehen, die mit Holzbarrieren zwischen den Teilnehmern ausgetragen wurden, da sie es dem Ritter ermöglicht, den Gegner von hinten zu überholen, während er sein Pferd noch wendet. Wie die Schulsprünge gehen diese Lektionen aus dem versammelten Galopp hervor, der dem heutigen Terre à Terre entspricht, d. h. einem sehr versammelten Galopp mit zwei Takten, in dem das Pferd seine Kräfte für den Sprung sammelt und der daher auch in Vorbereitung auf die Kapriole verwendet wird. Der Beschreibung jeder Figur fügt Fiaschi die entsprechende Musikpartitur bei.
Fiaschi warnt seine Leser vor der Gefahr, Pferde, die im Krieg oder bei Duellen eingesetzt werden sollen, in bestimmten Schulen zu trainieren. Es besteht die Gefahr, dass das Tier diese Lektion während des Kampfes spontan ausführt und damit die Fähigkeit des Reiters, sich gegen einen Angriff zu verteidigen, beeinträchtigt. Aus demselben Grund ist er gegen die häufige Ausführung der Pesade, die, wenn das Pferd seine Vorderbeine zu hoch hebt und der Reiter das Pferd nur wenig kontrolliert, den Reiter bei einem Zusammenstoß im Kampf der Gefahr aussetzt, aus der Balance zu kommen. Die Pesade sollte immer auf Aufforderung des Reiters und nie auf Initiative des Tieres ausgeführt werden. Fiaschi unterscheidet zwischen der Gebrauchsdressur für militärische Zwecke und der künstlerischen Dimension des Reitens, deren Ziel es ist, die Qualitäten des Pferdes, seine Verbundenheit mit dem Reiter, seine Gewandtheit und seinen Mut zu zeigen. Er zeigt eine große Sensibilität gegenüber dem Pferd. Er stellt Übungen vor, die denen der aufkommenden akademischen Reitkunst sehr ähnlich sind, wenn er beispielsweise vorschlägt, die Gerade der Passade mit einer Piaffe statt einer Pesade zu beenden, wobei er darauf achtet, dass das Pferd seinen Kiefer lockert und das Gebiss kaut, oder wenn er vorschlägt, auf Volten den Außengalopp zu trainieren, um das Pferd stärker und widerstandsfähiger zu machen, eine Übung, die heute zur Verbesserung von Versammlung und Geraderichtung verwendet wird.

### Die Vorzüge der einzelnen Pferderassen
Ein Pferdemensch muss die Eigenschaften der verschiedenen Pferderassen kennen. Je nachdem, wo sie geboren wurden und aufgewachsen sind, haben die Equiden unterschiedliche Verhaltensweisen und Veranlagungen, die sich auf ihre Dressur auswirken. Fiaschi bestätigte das in der Renaissance weit verbreitete Vorurteil gegen nordeuropäische Pferde, das sich gewöhnlich auf die Friesen bezog, als unzuverlässig und faul. Im Gegensatz dazu schätzte er türkische Pferde, bezeichnete sardische Pferde als stolz und beklagte sich über die Degeneration der Neapolitaner. Vor allem aber bevorzugte er die Spanier, da er sie für ehrlich und willensstark hielt und sie daher keine Misshandlung verdienten. Im Gegensatz dazu rät er zu einer brutalen Behandlung des armen Friesen und sagt, dass er in der Regel mit Härte bestraft und „ohne Respekt geschlagen“ werden sollte.
Auch die Farbe des Fells und das Vorhandensein von Abzeichen sind entscheidend für die Natur des Pferdes. Helle Fellfarben gelten als Zeichen von Schwäche, da sie ein phlegmatisches Temperament offenbaren.

### Das Ideal der Reitkunst nach Fiaschi
Vom Reiter wird erwartet, dass er im richtigen Moment handelt, damit seine Handlung wirksam ist, und er muss seine Handlungen an die Bereitschaft des Pferdes zu diesem Zeitpunkt anpassen. Dieses Prinzip stellt laut Fiaschi die Essenz des Reitens dar. Er bekennt sich zu einem Ideal der Gewaltlosigkeit. Seine ideale Reitweise erfordert Ruhe und Disziplin seitens des Reiters sowie gehorsame und sehr gut ausgebildete Pferde, die von jedermann geritten werden können, nicht nur von demjenigen, der sie ausgebildet hat, auch von einem Kind. Um dieses Ziel zu erreichen, braucht der Reiter Geschicklichkeit und Urteilsvermögen, vor allem aber Wissen und Erfahrung, denn jede seiner Handlungen muss begründet sein. Er muss auch vermeiden, das Pferd übermäßig zu beanspruchen und zu hart zu trainieren, um den Willen des Pferdes, das Richtige zu tun, zu erhalten. Für Fiaschi hat die Reitkunst eine starke soziale Dimension und muss dem Ideal der Anmut und der Sprezzatura entsprechen, das das Verhalten des Gentleman bestimmt.
Die ästhetische Dimension der Reitkunst muss sich jedoch immer mit dem Ziel auseinandersetzen, dem Pferd ein Höchstmaß an Beweglichkeit und Geschicklichkeit zu entlocken. Seiner Ansicht nach ist die erhobene und beigezäumte Position von Kopf und Hals wesentlich, um dem Pferd die eleganteste Haltung zu verleihen, aber auch um sicherzustellen, dass es dem Gebiss unterworfen bleibt, und um seine Versammlung zu verbessern, wodurch es in die Lage versetzt wird, die anspruchsvollsten Übungen auszuführen. Der Winkel zwischen Kopf und Hals darf nie zu offen oder zu geschlossen sein, und der Nasenrücken sollte sich immer in der Nähe der Senkrechten befinden. Um diese Haltung zu erreichen, muss der Reiter seine Hand intelligent einsetzen, mit einer Zügelwirkung, die „nimmt und gibt“, was der große portugiesische Reitmeister Nuno Oliveira vier Jahrhunderte später als das entscheidende Geheimnis des Reitens bezeichnete.
Cesare Fiaschi schließt sein Buch mit der Aufforderung an diejenigen, die sich in den ritterlichen Tugenden auszeichnen wollen, nicht nur zu lesen, was in der Vergangenheit und Gegenwart über das Thema geschrieben wurde, sondern auch andere Reiter zu beobachten, sich für Diskussionen über das Thema zu interessieren und vor allem ein herzliches Verhältnis zu den Experten zu pflegen und ihr Vertrauen zu gewinnen und zu bewahren. In dieser sowohl körperlichen als auch intellektuellen Disziplin muss der wahre Reiter versuchen, die besten und ehrlichsten seiner Altersgenossen nachzuahmen, von denen er sagt, „dass sie sogar, wenn sie schlafen, davon träumen“, wenn er über die Reitkunst spricht, und dabei diejenigen ignorieren, die ihren Beruf nur aus Profitgründen ausüben.

### Huf und Hufeisen
Das dritte und letzte Buch ist der Kunst des Hufbeschlags gewidmet. Cesare Fiaschi kommt immer wieder auf das Grundprinzip zurückː „Die Füße sind es, die den ganzen Rest des Körpers tragen, es ist jedem zu klar, dass ein Pferd nicht ohne Füße gehen kann“. Um der Encastelura vorzubeugen, einer angeborenen oder erworbenen Verengung des Hufes, die das Tier lahmen lässt und die durch eine Verformung der Krone oder eine Verformung des Hufes ohne Verletzung der Krone entsteht, betonte er die Notwendigkeit, dass das Horn immer weich sein müsse. Um das oft schmerzhafte Zusammenziehen der Fersen zu verhindern, empfiehlt er das regelmäßige Auftragen von Salben, eine Praxis, die damals als innovativ erschien. Intuitiv schenkte er dem gesamten hinteren Bereich der Vorderfüße, in dem, wie man heute weiß, die Strahlbeinprobleme liegen, und dem vorderen Bereich der Hinterfüße, der sich auf das Sprunggelenk und damit auf den Rücken auswirkt, besondere Aufmerksamkeit. Er empfiehlt, den Pferdefuß niemals zu verformen, da ein zu starkes Beschneiden zu noch größeren Problemen führt als das ursprüngliche Problem, von dem man glaubte, dass man es durch eine akzentuierte Bearbeitung lösen könne. Schließlich rät er, Pferde mit Hufproblemen so schnell wie möglich loszuwerden.
Cesare Fiaschi erweiterte die Funktionen des Beschlags, der bis dahin auf eine schützende und sogar ästhetische Rolle beschränkt war. Der Beschlag sollte vor allem im Krieg schützen und den Füßen einen guten Halt bieten. Die breiten Hufeisen boten eine gute Deckung und hatten zumindest an den Vorderbeinen Fersenstollen. Der Beschlag war ästhetisch und enthielt Kunstgriffe, die die Gangart des Pferdes veränderten und ihm schmeichelten, so dass es die Gliedmaßen besser heben und die Schultern besser bewegen konnte. Mit dem Aufkommen der Kavallerie auf Kosten des Rittertums musste der Hufbeschlag nun effektiver sein. Fiaschi verurteilte die Stollen und empfahl, dafür zu sorgen, dass der Fuß in einem einzigen Schritt fest auf dem Boden aufsetzt (plane Fußung). Nur Eisen mit Stollen an beiden Schenkeln sind zulässig. Er gibt Ratschläge zum Bearbeiten und Beschlagen von plattfüßigen und stelzfüßigen Pferden. Das Eisen muss vernünftig angepasst werden. Er stellt fest, dass das Horn auf der seitlichen Seite des Hufes stärker ist, und rät, mehr Nägel außen als innen anzubringen. Er beschreibt einen Hufbeschlag, der aus zwei Schenkeln besteht, die mit einer Niete verbunden sind, und einen Hufbeschlag ohne Nägel, der mit einer Metallklappe um den Fuß herum befestigt ist und an den Fersen mit einem Bolzen festgezogen wird, und beweist damit, dass der nagellose Hufschutz bereits im 16. Jahrhundert erfunden war.
Er nutzte das Eisen als Behelf, indem er mit der Dicke, der Abdeckung, der Lage und der Anzahl der Nägel spielte, um zu versuchen, Probleme mit dem Lot und der Fortbewegung zu lösen. Er beschreibt seine Überlegungen, Abwägungen und Beobachtungen. Letztenendes müsse stets die Praxis die richte Lösung zeigen.

## Reiten und Musik
Cesare Fiaschi verband die Stiche, die sein Buch illustrierten, mit einer musikalischen Notation. Diese musikalischen Notensysteme sollten die Bilder wieder zum Leben erwecken und den Rhythmus vermitteln, der bei der visuellen Übertragung der Bewegung verloren gegangen war. Der Takt besteht aus der Wiederholung desselben Rhythmus. Der Rhythmus ist die Folge der Regelmäßigkeit eines Schlages in einem bestimmten Gang. Der Schlag ist das Geräusch, das durch das Aufsetzen eines Pferdefußes auf den Boden verursacht wird. Der Schritt ist viertaktig, der Trab zweitaktig, der Galopp drei- oder viertaktig, wobei die Aussetzungszeit mit einer Pause notiert wird.
Jede Übung wird von einem Plan begleitet, der die verschiedenen Figuren, aus denen sie sich zusammensetzt, sowie die Positionierung von Pferd und Reiter, die sie ausführen, angibt, sowie von einer musikalischen Partitur, die den Rhythmus angibt und die Lautstärke der Stimme spezifiziert, die in den verschiedenen Phasen der Ausführung verwendet werden soll. Er trieb eine musikalische Auffassung des Reitens auf die Spitze, die die Begriffe Zeit und Takt als Grundlage der Reitkunst ansieht und auf musikalische Kodierung zurückgreift, um den Rhythmus der Bewegungen von Pferd und Reiter auszudrücken. So verwendet er im zweiten Buch eine Partitur, um die Ausführung des korrekten versammelten Galopps und der verschiedenen Schulsprünge zu beschreiben. Das von Fiaschi verwendete Mittel unterstreicht die Schwierigkeit, die Reitpraxis in einer verbalen Beschreibung zusammenzufassen, eine Problematik, die bereits von Grisone angesprochen wurde und die für alle Autoren von Reitabhandlungen entscheidend bleibt. Denn es gibt einen Teil des Reitens, der nicht in Worten vermittelt werden kann und der manchmal durch Musik vermittelt werden kann, aber letztlich nur von der Sensibilität des einzelnen Reiters abhängt. Fischi ist sich der Originalität seines Konzepts und der Notwendigkeit bewusst, dass seine Leser ein hohes kulturelles Niveau haben müssen, um es sich aneignen zu können. Er schreibt: „Wenn es irgendeinem Ritter seltsam vorkommt, dass ich in diesem zweiten Buch einige musikalische Züge und Noten einfügen und abbilden wollte, weil ich dachte, dass dies nicht nötig sei, antworte ich ihm, dass ohne Zeit und ohne Maß keine gute Sache gemacht werden kann, und daher wollte ich das Maß durch die bildliche Musik zeigen.“ Dieses Konzept war für die meisten Renaissance-Reiter unverständlich, da die meisten von ihnen keine musikalische Ausbildung genossen hatten, und hielt andere Autoren wie Claudio Corte davon ab, in ihren Abhandlungen auf die Partituren der verschiedenen Lektionen zu verweisen.
Die Idee einer engen Verbindung zwischen Reitkunst und Musik wird auch von Pasquale Caracciolo erwähnt, der 1566 in La Gloria del Cavallo schreibt, dass Kenntnisse in Musik die ersten unter allen „Wissenschaften und Künsten“ seien, die ein Reitmeister erwerben müsse, um „zur Vorzüglichkeit zu gelangen“. Für Fiaschi war Musik jedoch mehr als nur ein Mittel, um den Rhythmus und die Kadenz einer Übung zu erklären; sie war die Kunst, die die Harmonie und Disziplin verkörperte, die der Reiter anstreben sollte.
Dieses Ideal der perfekten Harmonie zwischen Pferd und Reiter legte den Grundstein für die Tradition des Pferdeballetts, das seinen Höhepunkt in den Karussells des 17. Jahrhunderts fand.
Für Fiaschi wird die Stimme zum ersten Instrument der Dressur. Sie steigert die Faszination eines perfekt gerittenen Pferdes und ermöglicht es dem Reiter, sein Pferd zu kontrollieren, ohne eine Geste zu zeigen. Das Reiten, das er vorschlägt, entspricht dem neuplatonischen philosophischen Ideal der musikalischen Wirkung. Demnach haben Pferde eine besondere Sensibilität für Rhythmus und Takt, da sie mit den Menschen die gleiche Sehnsucht nach der universellen Harmonie teilen, nach der die menschliche Seele träumt.
Wie schon Grisone vor ihm ist die Stimme für Fiaschi ein wichtiges Hilfsmittel. Er schreibt ihr wie der Musik die Kraft zu, das undisziplinierte Pferd zu züchtigen, den Angsthasen zu beruhigen und den Faulpelz zu ermutigen. Er verurteilt jedoch ihre Verwendung bei einem dressierten Pferd, entsprechend dem Ideal des Strebens nach vollständiger Verdeckung der Hilfen, das zu einem echten Imperativ der akademischen Reitkunst werden sollte.

## Bibliografie
- Trattato dell'imbrigliare, atteggiare, & ferrare cavalli, di Cesare Fiaschi, ... erste italienische  Ausgabe 1556.
- La manière de bien emboucher, manier et ferrer les chevaux erste französische Ausgabe von 1564
- La Singular maniera dell'imbrigliare, atteggiare, &ferrare cavalli, trattato di Cesare Fiaschi italienische Ausgabe von 1598
- Trattato dell'imbrigliare, atteggiare, & ferrare cavalli italienische Ausgabe von 1628